# Włodzimierz Malawski
Włodzimierz Hipolit Franciszek Malawski (ur. 23 października 1871 w Złoczowie, zm. w 1939 w Vevey) – polski aktor i reżyser teatralny, solista operowy i operetkowy (tenor).

## Życiorys
Początkowo studiował medycynę, następnie natomiast rozpoczął naukę śpiewu w krakowskim Konserwatorium, gdzie debiutował na scenie w 1893 roku. Występował w zespołach objazdowych, a w latach 1897-1900 otrzymał angaż do Opery Lwowskiej. W latach 1900–1902 pracował w Sosnowcu, gdzie oprócz gry reżyserował oraz kierował zespołem operetkowym i miejscowym chórem. Na lata 1902-1907 powrócił do Lwowa, natomiast w okresie 1907-1911 był członkiem zespołu Teatru Wielkiego w Warszawie. Następnie podróżował (1911-1912), koncertując m.in. w  Nowym Jorku. Po powrocie występował i reżyserował w Poznaniu (1912-1914), po czym ponownie wyjechał zagranicę. Powróciwszy, w latach 1922-1932 pracował w Teatrze Wielkim w Poznaniu, głównie reżyserując. Komponował również pieśni oraz udzielał lekcji śpiewu (w 1930 roku wydał 4 Pieśni na śpiew z towarzyszeniem fortepianu do słów Mariana Gawalewicza). W 1932 roku wyjechał na stałe do Szwajcarii, gdzie zmarł.
Podczas pobytu we Lwowie poślubił śpiewaczkę i aktorkę Antoninę Radwan. Jego drugą żoną była Maria Zamoyska.